# Bernard Moullier
Bernard Moullier, född 27 september 1957, är en fransk tidigare backhoppare.

## Karriär
Bernard Moullier debuterade internationellt i tysk-österrikiska backhopparveckan säsongen 1978/1979. I första tävlingen, i Schattenbergbacken i Oberstdorf i Västtyskland 30 december 1978 blev Moullier nummer 31, vilket var hans bästa resultat i en deltävling i backhopparveckan 1978/1979. Moullier startade i den första säsongen i världscupen, säsongen 1979/1980. Han blev som bäst tvåa i en deltävling i världscupen, i Thunder Bay i Kanada 19 januari 1980. Moullier var 2,1 poäng efter segrande Armin Kogler från Österrike. Dagen efter blev Moullier nummer 6 i samma backen. Österrike tog de fyra första platserna i resultatlistan med Kogler som segrare före Hubert Neuper och Toni Innauer. Neuper vann sedan första upplagan av världscupen sammanlagt. Bernard Moullier blev nummer 25 i första världscupsäsongen.
I olympiska vinterspelen 1980 i Lake Placid i USA startade Moullier i de individuella tävlingarna. Han blev nummer 24 i tävlingen i normalbacken i Intervale Ski Jump Complex. Toni Innauer vann tävlingen. I stora backen blev Moullier nummer 37. Jouko Törmänen från Finland blev olympisk mästare.
Moullier startade i världscupen säsongen 1980/1981, men efter första deltävlingen, i Oberstdorf där han slutade på en 46:e plats, avslutade han sin backhoppskarriär.